# Ученическо дружество за просвета и знания „Зора“
Ученическото дружество за просвета и знания „Зора“ е дружество, основано и вдъхновявано от Тодор Каблешков в училището „Св. св. Кирил и Методий“ в град Копривщица. Училището от 1973 г. носи името на Любен Каравелов. Мото на Ученическото дружество е девиза „добрина, любов, взаимно съгласие“.
Тодор Каблешков, като ученик от отделенията и от долните класове, следва ту в Копривщица, ту в Пловдив при чичо си Цоко Каблешков, по-млад брат на баща му. Една есен Тодор се е е разболял и баща му е го оставил на почивка и е задължил копривщенски учители да му предават частно у дома. Тогава той основа ученическо дружество и е избран, макар и за малко време, за негов председател. Не се минава много време след заминаването му от Копривщица и Груьо Генчов получава от него едно писмо, в което е приключено друго до ученическото дружество, с което той си дава оставка от председателството и дава упътвания и назидания за по-нататъшната дейност на дружеството, а за свой заместник препоръчва получателя на писмото. Ако това писмо се намери в архивата на дружеството, то е от голямо значение за обрисуване на характера на Тодор, за развитието и начетеността му и за патриотичните му пориви. Като причина, да се откаже от дружеството, той указва е в писмото си, че роднините му изработили план да иде да следва в Цариград, в лицея в Галата Сарай, и действително не след много той замина. Запазените и досега в копривщенското читалище книги, подпечатани с печата на това дружество, свидетелствуват, на каква солидна почва е било поставено и до какъв разцвет е било дошло това ученическо дружество.
През 1871 г. Революционният комитет започва да развива значителна и непозната до тогава дейност. Той работи активно с читалището, наричано по него време „Неофит Рилец“, ученическото и женското благотворително дружество „Благовещение“. Изнасят се сказки, правят се преводи от френска литература (Тодор Каблешков прави първия превод на Граф Монте Кристо). Като председател на дружеството Каблешков организира театрални представления, просветни кръжоци и подготвя младежите за предстоящата въоръжена борба.